# Грб Острва Принца Едварда
Грб Острва Принца Едварда је службени грб канадске провинције Острво Принца Едварда, у основној верзији усвојен 1905. године декретом британског краља Едварда VII.
Основна верзија је допуњена одлуком гувернера Адријана Кларксона а уз дозволу британске краљице Елизабете II 13. децембра 2002. године.

## Симболизам
Челенка
У горњем делу челенке налазе се два симбола провинције, плава чавка (Cyanocitta cristata) која у свом кљуну држи гранчицу црвеног храста. На глави птице налази се круна светог Едварда која је симбол краљевског суверенитета. Изнад самог штита налази се краљевска кацига златне боје крунисана венцем од црвене и беле траке.
Штит
На горњој трећини штита налази се енглески лав у ходајућем положају, бронзане боје на црвеној подлози. У доњем две трећине штита налазе се 4 дрвета храста. На левој страни су три младе саднице које симболишу три округа на острву, док се на десној страни налази одрасло дрво храста које симболише Велику Британију.
Држачи штита
Држачи штита су две сребрне лисице, аутохтоне врсте са острва. Лисице су симболична представа трговине крзнима која се развијала на острву у његовој ранијој историји, а крзно сребрне лисице је било јако цењено. Лисице су такође симболи оштрине и мудрости. Око врата леве лисице налази се венац од цветалог кромпира, док се око врата десне лисице налази рибарска мрежа и на овај начин представљене су најважније привредне активности острва, ратарство и риболов.
Постамент
У централном делу постамента налази се октагонална звезда народа Микмак која симболише сунце. Око звезде се налазе енглеске руже, француски тулипани, шкотски чичак, ирска детелина са три листа (шамрок) и симбол острва подврста орхидеје Cypripedioideae.
Мото
Мото је Parva sub ingenti или у преводу Мали под патронатом великих и моћних и представља цитат из Вергилијевих Георгика. Овај мото се користи од 1769. године.